# Berezów (gmina)
Berezów – dawna gmina wiejska istniejąca do 1939 roku w woj. poleskim (obecnie na Białorusi). Siedzibą gminy był Berezów (obecnie na Ukrainie).
Początkowo gmina należała do powiatu mozyrskiego. 7 listopada 1920 r. została przyłączona do nowo utworzonego powiatu łuninieckiego pod Zarządem Terenów Przyfrontowych i Etapowych. 19 lutego 1921 r. wraz z całym powiatem weszła w skład nowo utworzonego województwa poleskiego. Była to najdalej na wschód wysunięta gmina województwa poleskiego. 1 stycznia 1923 roku gmina weszła w skład nowo utworzonego powiatu stolińskiego w tymże województwie. 
Po wojnie obszar gminy Berezów wszedł w struktury administracyjne Związku Radzieckiego.